# Starîi Poceaiv, Kremeneț
Starîi Poceaiv (în ucraineană Старий Почаів) este o comună în raionul Kremeneț, regiunea Ternopil, Ucraina, formată numai din satul de reședință.

## Demografie
Componența lingvistică a comunei Starîi Poceaiv
     Ucraineană (99,74%)
     Alte limbi (0,26%)
Conform recensământului din 2001, majoritatea populației comunei Starîi Poceaiv era vorbitoare de ucraineană (99,74%), existând în minoritate și vorbitori de alte limbi.